# Qezel Dāgh-e Kord
Qezel Dāgh-e Kord (persiska: قِزِلداغِ كُرد, قزل داغ کرد, Qezeldāgh-e Kord) är en ort i Iran.   Den ligger i provinsen Västazarbaijan, i den nordvästra delen av landet, 700 km nordväst om huvudstaden Teheran. Qezel Dāgh-e Kord ligger 1 017 meter över havet och antalet invånare är 838.
Terrängen runt Qezel Dāgh-e Kord är varierad. Runt Qezel Dāgh-e Kord är det ganska glesbefolkat, med 39 invånare per kvadratkilometer. Närmaste större samhälle är Showţ, 9,9 km öster om Qezel Dāgh-e Kord. Trakten runt Qezel Dāgh-e Kord består i huvudsak av gräsmarker.